# Сон Нгок Тхань
Сон Нгок Тхань (кхмер. សឺង ង៉ុកថាញ់, вьет. Sơn Ngọc Thành (Шон Нгок Тхань); 7 декабря 1908, Чавинь, Французский Индокитай — 8 августа 1977, Хошимин, Вьетнам) — камбоджийский политический и государственный деятель, республиканец и националист, премьер-министр Камбоджи в 1945 и 1972 годах. Активный участник Второй Индокитайской войны на стороне США, Южного Вьетнама и Кхмерской Республики. Основатель и лидер антикоммунистического движения Свободные кхмеры. Арестован коммунистическими властями Вьетнама, умер в тюрьме.

## Республиканский националист
Родился в семье землевладельца. Его отец принадлежал к народности кхмер-кром, мать была смешанного китайско-вьетнамского этнического происхождения. Семья проживала в Кохинхине, на территории нынешнего Вьетнама. Однако с юности он позиционировался как кхмерский национал-патриот.
Учился в Сайгоне, затем получил юридическое образование в Монпелье и Париже. Был судьёй в Поусате, прокурором в Пномпене. Занимал пост заместителя директора Буддийского института. В 1936 году вместе с националистическими активистами Пак Чхоёном и Сим Варом основал первую газету на кхмерском языке — Nagaravatta. Издание пропагандировало национальные и буддистские традиции, выступала за достижение экономической независимости, развитие кхмерского предпринимательства. В то же время, по ряду оценок, в материалах Nagaravatta просматривались симпатии к фашизму и национал-социализму в японской версии этих идеологий.
Являлся сторонником камбоджийской независимости убеждённым республиканцем, политическим оппонентом французских колониальных властей и короля Нородома Сианука. Также он являлся сторонником паназиатского сотрудничества (что совпадало с японскими геополитическими установками). В частности, он высказывался за преподавание вьетнамского языка в камбоджийских школах.

## Союзник Японии
Военное поражение Франции в мае—июне 1940 активизировала националистические и прояпонские круги во Французском Индокитае. Выступления Nagaravatta приобрели более решительный характер. 20 июля 1942 года Пак Чхоён организовал в Пномпене демонстрацию против французских колониальных властей, Сон Нгок Тхань принял в ней участие. Однако инициаторы акции были арестованы, а он бежал в Японию.
Вернулся в Камбоджу в мае 1945 года, после того, как король Сианук под контролем японских оккупационных властей провозгласил независимость Королевства Кампучия. Был назначен министром иностранных дел, а 14 августа 1945 — премьер-министром. Однако в октябре — после капитуляции Японии и восстановления французской администрации в Камбодже — он был арестован и отправлен в ссылку в Сайгон, затем во Францию. Содержался под домашним арестом в Пуатье.

## Оппозиционный лидер
29 октября 1951 года с разрешения французских властей вернулся в Камбоджу. В аэропорту ему была устроена торжественная встреча, приветствовать пришли около 100 тысяч человек. Он стал видным деятелем Демократической партии, совершал многочисленные поездки по стране с антиколониальной агитацией.
9 марта 1952 года вместе с группой сторонников скрылся в лесах в районе Сием-Рип близ границы с Таиландом. Возглавлял одно из вооружённых формирований антиколониального повстанческого движения Кхмер Иссарак (среди его сторонников был старший брат Пол Пота Салот Чхай).
Выступал за создание независимой камбоджийской республики. Однако его популярность как националиста была несколько подорвана прежним сотрудничеством с японцами.
Независимость Королевства Камбоджа была провозглашена 9 ноября 1953 года. Верховная власть сосредоточилась в руках Сианука — как короля, а с 1955 — как главы правительства. Сон Нгок Тхань оставался в радикальной оппозиции, выступал с республиканских позиций. Попытки наладить отношения с Сиануком и выработать общую политическую линию не дали результатов. В результате он обосновался в Бангкоке, откуда руководил республиканской оппозицией.
С 1954 году он установил связь с ЦРУ и стал получать американскую финансовую помощь. Его связи с США укрепились после отказа Сианука присоединить Камбоджу к СЕАТО.

## Во главе Кхмер Серей
Вражда с Сиануком в значительной степени определялась антикоммунизмом Тханя. В идеологии и политике Сианука — «королевский социализм», сближение с СССР, КНР, КНДР, ДРВ — он усматривал прокоммунистические симпатии и курс на коммунизацию Камбоджи. В 1955 году он возглавил антикоммунистическое и антимонархическое повстанческое движение Свободные кхмеры (Кхмер Серей)
Вооружённые формирования Кхмер Серей сыграли заметную роль во Вьетнамской войне и гражданской войне в Камбодже на стороне США и Южного Вьетнама, против Вьетконга и ДРВ. Он сам проживал в Южном Вьетнаме, близ камбоджийской границы. Одновременно велась интенсивная агитация и политическая борьба против Сианука. Выступления Кхмер Серей вызывали резкую реакцию Сианука, окрашенную в личностные тона противостояния с Сон Нгок Тханем. Против Кхмер Серей применялись жёсткие репрессии, в том числе бессудные казни активистов. Наибольший резонанс вызвал расстрел Преап Ина, арестованного в ходе специально спровоцированных «переговоров об условиях возвращения Сон Нгок Тханя».
В 1969 году правые круги в камбоджийском правительстве установили с ним негласный контакт. Была достигнута договорённость о совместных действиях «в случае коммунистической атаки на Пномпень». Угроза со стороны Красных кхмеров и ДРВ вынудила Сианука пойти на компромисс с Кхмер Серей.

## Республиканский премьер
В 1970 году в Камбодже был совершён республиканский переворот генерала Лон Нола. Была провозглашена Кхмерская Республика, в принципе соответствовавшая политическому идеалу Сон Нгок Тханя.

В 1971 году я беседовал с лидером республиканских повстанцев Сон Нгок Тханем, основателем движения Khmer Serei – «Свободные кхмеры». Он говорил, я слушал… Сон Нгок Тхань выступал за быстрые республиканские преобразования. «Капитана команды придется сменить по ходу матча!» – сказал он тогда. На следующий год он стал премьер-министром при президенте Лон Ноле.

Гаффар Пеанг-Мет

18 марта 1972 года он был назначен премьер-министром. Однако его отношения с Лон Нолом были сложными, поскольку президент видел в нём политического конкурента. После теракта в Пномпене, обстоятельства которого остались нераскрытыми, 15 октябре 1972 Лон Нол отправил его в отставку и выслал в Южный Вьетнам.

## Смерть и традиция
17 апреля 1975 в Пномпень вступили «Красные кхмеры». 30 апреля пал Сайгон. В Камбодже и на всей территории Вьетнама установились коммунистические режимы. Политик был арестован и заключён в тюрьму Хошимина. Там он и скончался в возрасте 68 лет (его младшая сестра Сон Тхи дожила до 102-летнего возраста).
Формирования Кхмер Серей в основном распались, отдельные малочисленные отряды отступили к камбоджийско-таиландской границе и обосновались в беженских лагерях. С 1979 года небольшие группы Кхмер Серей интегрировались в Национальный фронт освобождения кхмерского народа (KPNLF) и участвовали в боевых операциях против вьетнамской оккупации и провьетнамского режима НРК.

«Как вы можете сражаться бок о бок с „красными кхмерами“?» — спрашивали западногерманские журналисты ветеранов Кхмер Серей. «Прошлое в прошлом, — был ответ. — Они отличные бойцы. И настоящие кхмеры, ненавидят вьетнамцев».

Идеи Сон Нгок Тханя в определённой степени повлияли на политические принципы KPNLF, оппозиционных партий БЛДП и ПНСК, а также камбоджийской политэмиграции и вооружённой оппозиции 1990-х и 2000-х годов.